# Lee Yong-dae
Pour les articles homonymes, voir Lee.
Dans ce nom coréen, le nom de famille, Lee, précède le nom personnel.
Lee Yong-dae est un joueur de badminton sud-coréen né le 11 septembre 1988 à Hwasun.
Il est sacré champion olympique en double mixte avec Lee Hyo-jung en 2008 à Pékin et médaillé de bronze en double hommes avec Chung Jae-sung en 2012 à Londres. Il est vice-champion du monde en 2007, en 2009 et en 2014.

Il remporte l'Open de France en 2011, associé à Chung Jae-sung et remet cela un an plus tard, associé cette fois à Ko Sung Hyun.

## Palmarès

### Double hommes
| Année | Compétition          | Partenaire    | Adversaires                                         | Score.              | Résultat  |
| ----- | -------------------- | ------------- | --------------------------------------------------- | ------------------- | --------- |
| 2008  | Finales des Masters  | Jung Jae-sung | Koo Kien Keat Tan Boon Heong                        | 18-21, 14-21        | Finaliste |
| 2008  | Open de Hong Kong    | Jung Jae-sung | Mohd Zakry Abdul Latif Mohd Fairuzizuan Mohd Tazari | 25-23, 19-21, 22-20 | Vainqueur |
| 2008  | Open de Chine        | Jung Jae-sung | Mathias Boe Carsten Mogensen                        | 17-21, 21-17, 21-13 | Vainqueur |
| 2008  | Open de Suisse       | Jung Jae-sung | Markis Kido Hendra Setiawan                         | 17-21, 21-16, 21-13 | Vainqueur |
| 2008  | Open d'Angleterre    | Jung Jae-sung | Lee Jae-jin Hwang Ji-man                            | 20-22, 21-19, 21-18 | Vainqueur |
| 2007  | Open de Corée du Sud | Jung Jae-sung | Lee Jae-jin Hwang Ji-man                            | 21-16, 21-15        | Vainqueur |